# 津田正矩
津田 正矩 （つだ まさのり、文政4年（1821年） - 天保13年12月4日（1843年1月4日）） は、加賀藩の重臣、人持組津田玄蕃家第9代当主。
父は津田政本。子に津田正邦（斯波蕃）、養子に津田正直。通称乙三郎。

## 生涯
文政12年（1829年）、父の死去により家督と知行1万石を相続する。天保6年（1835年）、定火消となる。
天保13年（1842年）、死去する。家督は分家の正直が養子となって相続した。実子の正邦は父の死後に生まれ、後に津田家12代を相続した。